# Ahmet Usman
Ahmet Usman (* 29. Oktober 1977) ist ein ehemaliger türkischer Fußballspieler.

## Karriere
Usman spielte bereits in der Jugend des FC St. Pauli, bevor er für das Amateurteam auflief. Bei einem Spiel half er im Bundesligateam der Hamburger aus. Er spielte von Beginn an bis zur 80. Spielminute bei der 0:6-Auswärtsniederlage gegen den VfL Bochum, ansonsten trug er das Trikot der Amateure. in der Winterpause wechselte er zum türkischen Erstligisten Gaziantepspor. Nach zwei Jahren kehrte er nach Deutschland zurück und spielte für den Eimsbütteler TV, den GSK Bergedorf, den MTV Borstel-Sengenstedt, die Bramstedter TS, den MTV Soltau von 1864 und den TSV Winsen/Luhe.